# Office national des recherches scientifiques et industrielles et des inventions
L'Office national des recherches scientifiques et industrielles et des inventions est un organisme de recherche technologique français qui a existé entre 1922 et 1938. Jules-Louis Breton a été son unique directeur.

## Direction des inventions intéressant la défense nationale (1915)
Après la démission du gouvernement Viviani en octobre 1915, Paul Painlevé devient ministre de l'Instruction publique du gouvernement Briand. Il crée la Direction des inventions intéressant la défense nationale. Il nomme Émile Borel et Jean Perrin, respectivement, chef et chef adjoint du Cabinet technique, et Jules-Louis Breton, chef de la Commission d'examen des inventions intéressant l'armée (Commission des inventions), organisme créé en 1877 mais peu actif jusqu'alors et désormais rattaché à la Direction des inventions. La grande nouveauté de cette Direction est qu'elle dispose d'un budget important. Les chercheurs doivent adresser leurs projets et le Grand Quartier Général doit adresser ses besoins au Comité technique. C'est donc Borel et Perrin qui opèrent un premier tri des offres et des demandes, et les transmettent à le Commission des inventions (Breton) qui procède à la sélection finale à travers 7 jurys d'experts. En décembre 1916, Painlevé quitte le gouvernement. Breton devient secrétaire d'État aux inventions dans le nouveau ministère de l'artillerie et des munitions dirigé par Albert Thomas.

## Direction des recherches scientifiques et industrielles et des inventions (1919)
Pendant la guerre, tout le monde a apprécié la mise en place et le fonctionnement de la Direction des inventions et de la Commission des inventions, les inventeurs (universitaires et ingénieurs), les industriels, les militaires et les parlementaires qui leur ont voté des crédits généreux. « L'esprit d'ingéniosité et d'innovation avait soufflé sur le pays tout entier pour prendre part à cette aventure. Aussi, à la fin de la guerre, des hommes comme J.-L. Breton étaient remplis d'espoirs. Pourquoi ne pas poursuivre cette entreprise dans un sens de paix désormais?,. »
La Direction des recherches scientifiques et industrielles et des inventions est créée en 1919 par accord entre le Ministère de l'instruction publique et le Ministère de la défense. Jules-Louis Breton est maintenu directeur de ce nouvel organisme. Il a un allié scientifique de poids en la personne d'Henry le Chatelier, professeur de chimie à la Sorbonne. Ce dernier écrivait en 1901: « Mon but est de combattre le sentiment aujourd'hui très général en France que la Science doit rejeter loin d'elle toute préoccupation des applications pratiques, qu'elle doit s'isoler de l'industrie comme d'une promiscuité compromettante. »

## Office national des recherches scientifiques et industrielles et des inventions (1922)
En 1922, Charles Moureu, chimiste et professeur au Collège de France, qui avait participé à la Commission des substances explosives pendant la guerre, persuade le député Maurice Barrès, dont il est ami, de faire campagne au Parlement pour la défense de la recherche scientifique. Cette action aboutit au vote de la loi du 29 décembre 1922 qui transforme l'organisme que dirige Breton en l'Office national des recherches scientifiques et industrielles et des inventions (ONRSII). Au Conseil d'administration sont présents Jean Perrin, défenseur de la science pure et désintéressée, et Henry le Chatelier, avocat de la science appliquée. La mission de l'Office est de « provoquer, coordonner et encourager les recherches scientifiques de tous ordres qui se poursuivent dans les établissements universitaires ou que peuvent entreprendre des savants en dehors de ces organisations; mais aussi de développer et coordonner spécialement les recherches scientifiques appliquées au progrès de l'industrie nationale ainsi que d'assurer les études demandées par les services publics et d'aider les inventeurs. »
Dès 1923, Breton crée le Salon des arts ménagers, manifestation qui assure d'emblée une part des revenus de l'Office.
La direction de l'ONRSII s'établit à Meudon, dans le Pavillon Bellevue, ancien hôtel dominant la Seine et ayant servi d'hôpital pendant la Grande Guerre  et y installe des laboratoires pour différents partenaires: 
- la Direction des pétroles (1923)
- le Comité français des grands barrages (1926)
- le laboratoire du magnétisme d'Aimé Cotton où est construit un électroaimant de 7 teslas entre 1924 et 1928
- le Comité technique de prévention du feu (1929)
- la Société du gaz de Paris
- le Syndicat général de l'industrie frigorifique
- la Chambre syndicale des peintures et vernis
- la Société des aciéries de Longwy
- les Établissements Saint-Chamond Granat
- des services du ministère de la Défense nationale

Cependant, après la crise financière de 1929, l'activité de l'ONRSII décline peu à peu, le soutien industriel se réduit considérablement. En 1933, la Cour des comptes ouvre une enquête sur l'Office. Elle relève la baisse d'activité et un certain flou dans la gestion. Jules-Louis Breton se sent menacé. En 1934, il lance une pétition en soutien à l'institution qu'il dirige, sur le modèle de celle que Perrin a lancé avec succès l'année précédente en faveur de la recherche fondamentale. Breton recueille de nombreuses signatures de personnalités universitaires, y compris celles de quatre Prix Nobel: Paul Sabatier et Victor Grignard, prix Nobel de chimie 1912, Charles Richet, prix Nobel de médecine 1913, Louis de Broglie, prix Nobel de physique 1929. Il manque ostensiblement la signature de Jean Perrin, prix Nobel de physique 1926, bien que plusieurs de ses amis aient signé la pétition.Le gouvernement Laval maintient l'ONRSII, mais supprime les subventions qui lui étaient accordées. Cet organisme doit désormais fonctionner exclusivement avec les crédits fournis par les entreprises qui exploitent son activité de recherche et par ses revenus propres,
En 1938, Jules-Louis Breton est contraint de se retirer pour raisons de santé. L'Office est supprimé et remplacé par le Centre national de la recherche scientifique appliquée dont la direction est confiée à Henri Longchambon, professeur de minéralogie, doyen de la faculté des sciences de Lyon.

## Sources
- « Office national des recherches scientifiques et industrielles & des inventions (L') » [vidéo], sur Vidéothèque du CNRS, 1923 (consulté le 10 juillet 2018).
- Girolamo Ramunni, « La création d’un département d’ingénierie au CNRS », La Revue pour l'histoire du CNRS, vol. 13,‎ 2005 (lire en ligne, consulté le 10 juillet 2018).